# Троя (річка)
Троя (пол. Troja) — річка в Польщі, у Ґлубчицькому й Рациборському повітах Опольського й Сілезького воєводства. Права притока Псіни (басейн Балтійського моря).

## Опис
Довжина річки 36,26 км, висота витоку над рівнем моря — 200 м, найкоротша відстань між витоком і гирлом — 27,85 км, коефіцієнт звивистості річки — 1,38 .

## Розташування
Бере початок у селі Зопови ґміни Ґлубчице Ґлубчицького повіту. Тече переважно на південний схід через Зубжице, Влодзенін, Войновіце, Козлувка, Кетш і біля села Самборовіч ґміни Петровіце-Вельке впадає у річку Псіну, ліву притоку Одри.

## Цікаві факти
- На правому березі річки у селі Левіце розташований природоохоронний ландшафтний заказник Мокре-Левіце.[1]
- На річці у Влодзеніні створено резервуар для збору води при великих повінях.

## Галерея

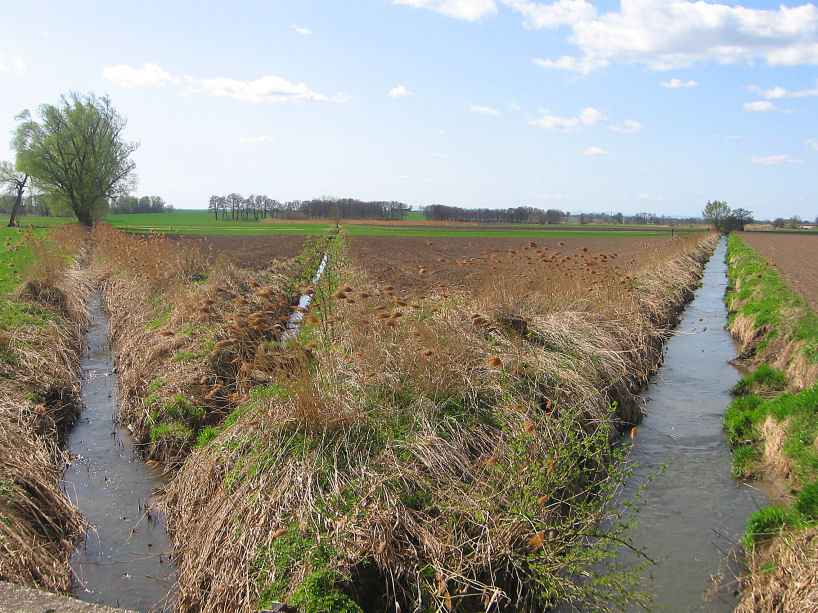
Річка Троя в околиці Петровіце-Вельке
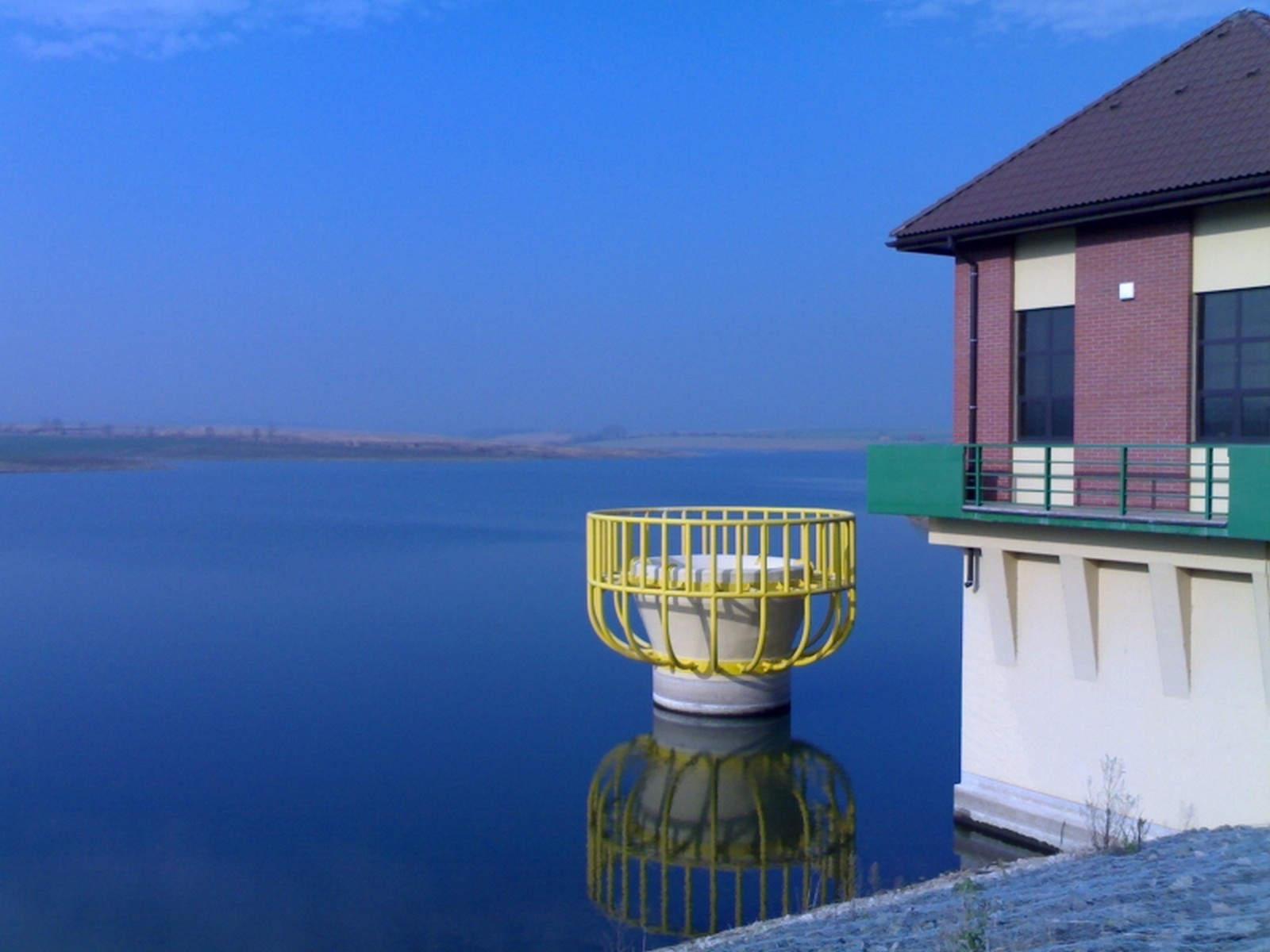
Резервуар на Трої у Владзеніні